# Rota (wyspa)
Rota (czamorro: Luta) – wyspa w archipelagu Marianów. Jest najdalej na południe wysuniętą wyspą terytorium Marianów Północnych, leżąca dalej na południe wyspa Guam jest odrębnym terytorium Stanów Zjednoczonych.
Wyspa stanowi jeden z czterech okręgów administracyjnych Marianów Północnych, wraz z niewielką przybrzeżną wysepką Angyura. Stolicą okręgu jest miejscowość Songsong.